# Bertrand Gille
Bertrand Fabien Gille (ur. 24 marca 1978 w Valence) – francuski piłkarz ręczny, wielokrotny reprezentant kraju. Występuje na pozycji obrotowego.

## Życiorys
W kadrze narodowej zadebiutował w 1997 roku. W 2002 roku został wybrany najlepszym piłkarze ręcznym na świecie.
Dwukrotny mistrz olimpijski 2008 oraz 2012. Dwukrotny mistrz Europy z 2006 r. w Szwajcarii i z 2010 r. z Austrii. Podczas ME w 2010 r. Francuzi pokonali w wielkim finale Chorwację 25:21.
W 2011 r. został mistrzem świata. Turniej odbywał się w Szwecji, a na jego zakończenie został wybrany najlepszym obrotowym.
Przez 10 sezonów (od 2002/2003 do 2011/2012) występował w Bundeslidze, w drużynie HSV Hamburg.
Od sezonu 2012/13 występuje we francuskiej Division 1, w drużynie Chambéry Savoie Handball.

## Życie prywatne
Jego starszy brat Guillaume oraz młodszy Benjamin również uprawiają piłkę ręczną.

## Sukcesy

### reprezentacyjne
Mistrzostwa świata:
- (2001, 2011)
- (2005)

Mistrzostwa Europy:
- (2006, 2010)
- (2008)

Igrzyska Olimpijskie:
- (2008, 2012)

### klubowe
Mistrzostwa Francji:
- (2001)

Mistrzostwa Niemiec:
- (2011)
- (2007, 2009, 2010)

Superpuchar Niemiec:
- (2004, 2006, 2009, 2010)

Puchar Niemiec:
- (2006, 2010)

Puchar Ligi Francuskiej:
- (2002)

Puchar Zdobywców Pucharów:
- (2007)

## Nagrody indywidualne
- 2002 – Najlepszy piłkarz ręczny na świecie
- 2008 – Najlepszy obrotowy Igrzysk Olimpijskich
- 2011 – Najlepszy obrotowy mistrzostw Świata

## Odznaczenia
- Kawaler Narodowego Orderu Zasługi[4]
- Kawaler Legii Honorowej[5]
- Oficer Narodowego Orderu Zasługi[6]